# Здбово (Західнопоморське воєводство)
Здбово (пол. Zdbowo) — село в Польщі, у гміні Тучно Валецького повіту Західнопоморського воєводства.
Населення — 347 осіб (2011).
У 1975-1998 роках село належало до Пільського воєводства.

## Демографія
Демографічна структура станом на 31 березня 2011 року:
|          | Загалом | Допрацездатний вік | Працездатний вік | Постпрацездатний вік |
| -------- | ------- | ------------------ | ---------------- | -------------------- |
| Чоловіки | 178     | 38                 | 121              | 19                   |
| Жінки    | 169     | 38                 | 97               | 34                   |
| Разом    | 347     | 76                 | 218              | 53                   |